# Palaeosepsis chauliobrechma
Palaeosepsis chauliobrechma är en tvåvingeart som beskrevs av Silva 1993. Palaeosepsis chauliobrechma ingår i släktet Palaeosepsis och familjen svängflugor.
Artens utbredningsområde är Ecuador. Inga underarter finns listade i Catalogue of Life.